# Beloglottis ecallosa
Beloglottis ecallosa là một loài thực vật có hoa trong họ Lan. Loài này được (Ames & C.Schweinf.) Hamer & Garay mô tả khoa học đầu tiên năm 1981.